# Kanton Werben

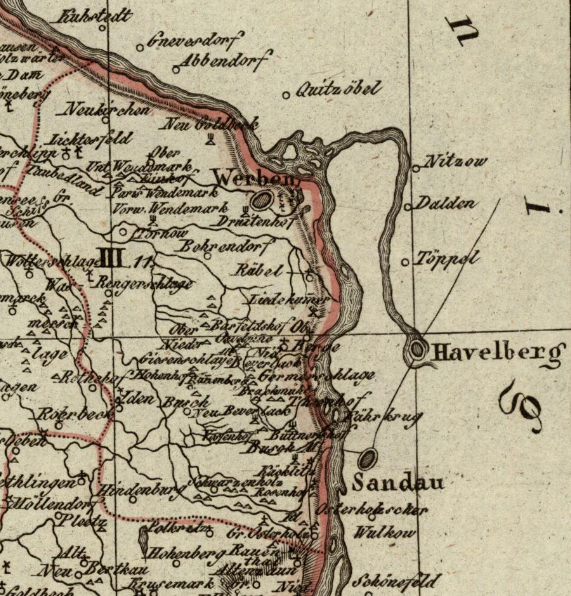
Kanton Werben (III.11) im Distrikt Stendal des Departement der Elbe

Der Kanton Werben (auch Canton Werben) war eine Verwaltungseinheit des Königreichs Westphalen. Er bestand von 1807 bis zur Auflösung des Königreichs Westphalen im Oktober des Jahres 1813 und gehörte nach der Verwaltungsgliederung des Königreichs zum Distrikt Stendal des Departement der Elbe. Kantonshauptort (chef-lieu) war Werben (Elbe) im Landkreis Stendal (Sachsen-Anhalt).

## Geschichte
Im Frieden von Tilsit musste Preußen 1807 unter anderen Gebieten auch die Altmark und das Herzogtum Magdeburg westlich der Elbe an das in diesem Jahr neu gegründete Königreich Westphalen abtreten. Aus diesen Gebieten und kleineren, vom Königreich Sachsen abgetretenen Gebieten wurde das Departement der Elbe gebildet, das in vier Distrikte (Magdeburg, Neuhaldensleben, Stendal und Salzwedel) gegliedert war. Der Distrikt Stendal untergliederte sich weiter in 13 Kantone (cantons), darunter der Kanton Werben. Zum Kanton Werben gehörten 11 Gemeinden (von der heutigen Schreibweise abweichende Originalschreibweisen sind kursiv):
- Werben,[3] Stadt, Kantonshauptort (chef-lieue) mit dem Haus Druidenhof (Druitenhoff) (existiert nicht mehr, Lage:)
- die Weiler: Unter-Wendenmark (in Wendemark aufgegangen), Ober-Wendemark (in Wendemark aufgegangen), Parishof (Paris-Wendemark), Vorwerk-Wendemark (in Wendemark aufgegangen) und Neu Goldbeck (Neu-Goldbeck)
- Rengerslage (Rengersschlage), Dorf
- Behrendorf (Bährendorf), Meierei, mit Obergiesenschlage (in Giesenslage aufgegangen) und Niedergiesenschlage (in Giesenslage aufgegangen)
- Oevelgünne mit Oberberge (in Berge aufgegangen) und Niederberge (in Berge aufgegangen)
- Alt Beverlake/Neu Beverlake (Bäverlack), Weiler, mit Busch, Brackmühle (Brackmühl)(wüst), Kannenberg (Canneberg) und Lüdekummer (Liedenkummer)
- Räbel, Dorf
- Iden, Dorf mit Germerslage (Germersschlage), Voßhof (Vossenshof), Büttnershof (Hüttnershof, sic), Käcklitz (Käklitz), Rosenhof nebst Fährkrug
- Hindenburg, Dorf, Schwarzholz, Weiler, mit Groß-Osterholz (in Osterholz aufgegangen) und Klein-Osterholz (in Osterholz aufgegangen)
- Neukirchen, Dorf und
- Lichterfelde (Lichterfeld), Dorf

Die Orte gehörten vor/bis 1807 zum Seehausenschen und Arneburgischen Kreis der Provinz Altmark der Mark Brandenburg.
1808 hatte der Kanton Werben 4458 Einwohner 1811 hatte der Kanton Werben eine Fläche von 3,12 Quadratmeilen und 4691 Einwohner. Nach dem Hof- und Staatskalender von 1812 hatte der Kanton Werben ebenfalls 4691 Einwohner. Kantonmaire war ein Herr Ebel.
Mit dem Zerfall des Königreich Westphalen nach der Völkerschlacht bei Leipzig wurde die vorherige preußische Verwaltungsgliederung wieder hergestellt. In der Kreisreform von 1816 kam das Gebiet des Kantons Werben zum Kreis Osterburg.